# Slobodan Uzelac
Slobodan Uzelac, hrvaški politik, * 9. avgust 1947, Kakma.
Med 12. januarjem 2008 in 23. decembrom 2011 je bil podpredsednik Vlade Republike Hrvaške zadolžen za regionalni razvoj in obnovo.